# Assalto ao Banco Central
Assalto ao Banco Central é um filme brasileiro lançado em 2011, do gênero de ação e suspense, dirigido por Marcos Paulo e baseado na história do Assalto ao Banco Central do Brasil em Fortaleza que ocorreu em 2005.
É estrelado por Eriberto Leão, Milhem Cortaz, Hermila Guedes, Lima Duarte, Giulia Gam, Gero Camilo, Cássio Gabus Mendes, Milton Gonçalves, Tonico Pereira, Vinícius de Oliveira, Ilva Niño, Antônia Fontenelle, Daniel Filho, Heitor Martinez, Juliano Cazarré e Antônio Abujamra, sendo distribuído pela 20th Century Fox do Brasil.

## Sinopse
Ladrões cometeram um assalto ao Banco Central do Brasil, na cidade de Fortaleza, no Ceará, entre 6 e 7 de agosto de 2005. Foi o segundo maior assalto a banco do mundo e o maior assalto a um banco brasileiro. A escavação para se fazer o túnel que possibilitou a invasão demorou cerca de três meses.
Segundo a Polícia Federal, com base em estimativas a partir do peso das notas roubadas (3,5 toneladas), foram roubados aproximadamente R$164,7 milhões. As notas todas empilhadas daria uma altura de quase 33 metros.

## Elenco

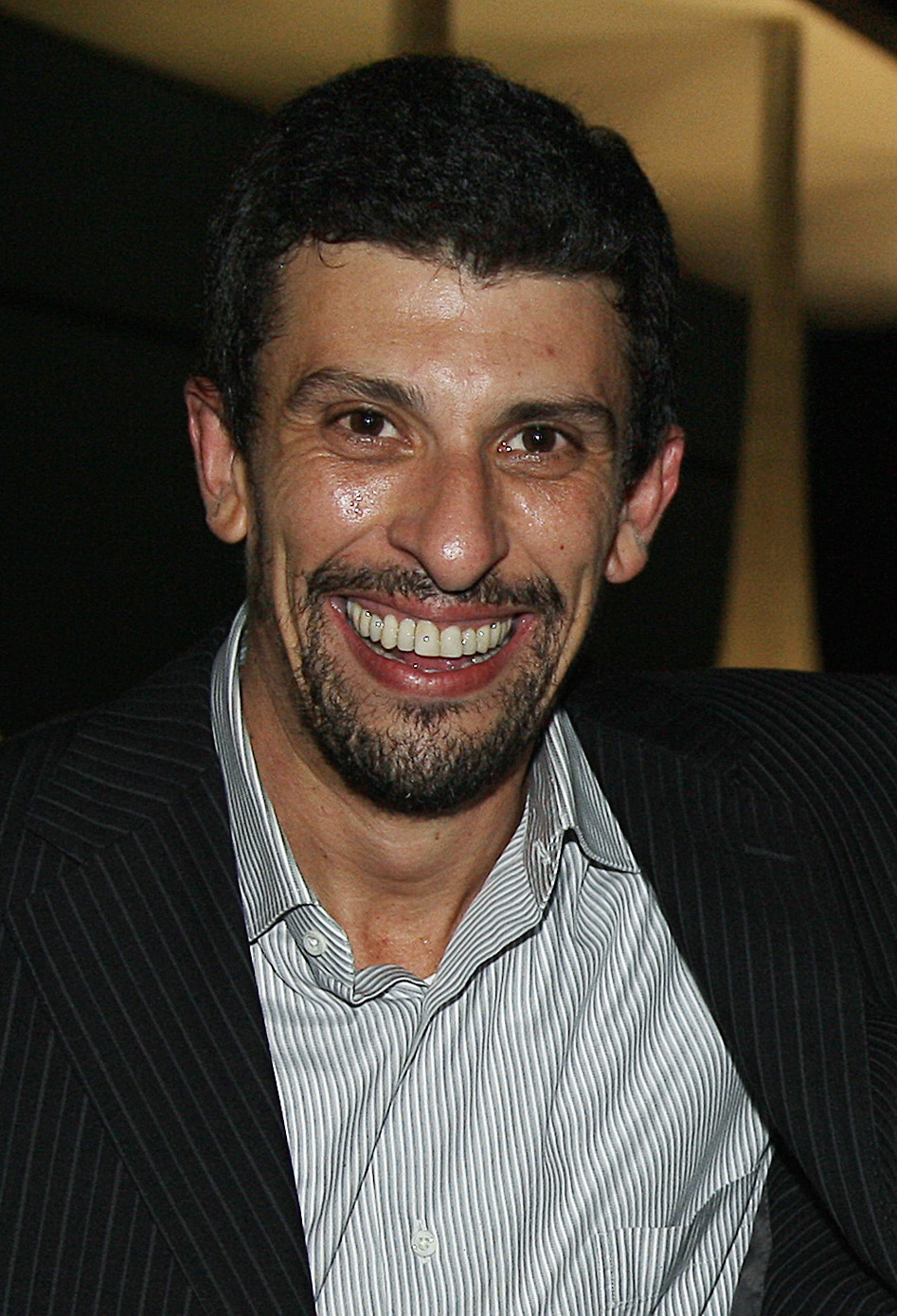
Milhem Cortaz foi o protagonista e vilão Barão.

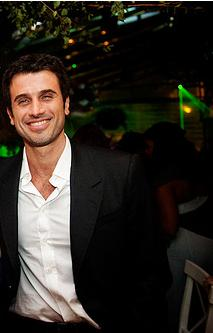
Eriberto Leão foi o co-protagonista Mineiro.

| Ator                 | Personagem                                                 |
| -------------------- | ---------------------------------------------------------- |
| Milhem Cortaz        | Barão (Roberto Carlos Dantas Barão)                        |
| Eriberto Leão        | Mineiro (Silas Hooyage Mineiro)                            |
| Hermila Guedes       | Carla Gouveia Klocker                                      |
| Giulia Gam           | Paula Telma Monteiro Brandão                               |
| Lima Duarte          | Delegado Chico Amorim (Francisco Matos de Garralha Amorim) |
| Tonico Pereira       | Dr. Celson Bandeira                                        |
| Gero Camilo          | Tatu (Paulo Roberto)                                       |
| Créo Kellab          | Saulo Oliveira                                             |
| Cadu Fávero          | Firmino                                                    |
| Vinícius de Oliveira | Devanildo                                                  |
| Antônia Fontenelle   | Regina Ramos Castro Alves Brandão                          |
| Ilva Niño            | Marisa Melo                                                |
| Paulo César Grande   | Gláuber Pimentel                                           |
| Fábio Lago           | Caetano                                                    |
| Heitor Martinez      | Léo (Heitor Guimarães/Loreno Debover/Leonardo Señor)       |
| Juliano Cazarré      | Décio                                                      |
| Milton Gonçalves     | Pastor Gonçalves                                           |
| Cássio Gabus Mendes  | Martinho (Martin Oliveira)                                 |
| Fernando Benini      | Tenente Pereira                                            |
| Antônio Abujamra     | Moacir Gama                                                |
| Marcello Gonçalves   | Robson Santana                                             |
| Jorge Medina         | Vágner Medina                                              |
| Fábio Yoshihara      | Fuji (Yoko Unibel)                                         |
| Duda Ribeiro         | Miro (Nadine Santos Foreno Ribeiro Ofimar)                 |
| Luiz Lobo            | Agente Ivan Aleixo Amaral                                  |
| Simone Soares        | Reporter                                                   |
| Lucas D'Jesus        | Moleque 1                                                  |

## Bilheteria
No primeiro final de semana 336 839 pessoas assistiram o filme nos cinemas. A partir da segunda semana o número de ingressos vendidos de Assalto ao Banco Central passou a cair consecutivamente. Na terceira semana atingiu um milhão de espectadores. A bilheteria foi finalizada com um público de 1 866 228 espectadores após seis semanas em cartaz.

## Trilha sonora
Um mês após o lançamento do filme, a trilha-sonora foi lançada em CD, em edição da Music Brokers, e assinada e produzida por André Moraes.
| N.º | Título                                                                   | Interpretada por                 | Duração |  |
| 1.  | "Assalto ao Banco Central"                                               | André Moraes                     |         |  |
| 2.  | "Sim, Não, Indiferente"                                                  | Gabriel O Pensador               |         |  |
| 3.  | "The Boss"                                                               | André Moraes (Ft. Chris Pittman) |         |  |
| 4.  | "La Plata (Versão Inédita)"                                              | Jota Quest                       |         |  |
| 5.  | "Eu Não Acredito no Sistema"                                             | Planta & Raiz                    |         |  |
| 6.  | "Play FII"                                                               | Banda Indireta                   |         |  |
| 7.  | "Think It Over"                                                          | Dr. Sin                          |         |  |
| 8.  | "O Assalto"                                                              | André Moraes                     |         |  |
| 9.  | "No More Mr. Nice Guy (Alice Cooper's Song)"                             | Slash                            |         |  |
| 10. | "Eu Mando, Vocês Obedecem"                                               | André Moraes                     |         |  |
| 11. | "It's a Long Way to the Top (If You Wanna Rock 'n' Roll) (AC/DC's Song)" | Lemmy                            |         |  |
| 12. | "O Plano"                                                                | André Moraes                     |         |  |

## Prêmios e Indicações
| Ano  | Prêmio                                                                        | Categoria                     | Indicação                   | Resultado | Ref.  |
| ---- | ----------------------------------------------------------------------------- | ----------------------------- | --------------------------- | --------- | ----- |
| 2012 | Prêmio ACIE (Associação de Correspondentes de Imprensa Estrangeira) de Cinema | Prêmio Blockbuster Brasil     | O Filme                     | Indicado  | [ 5 ] |
| 2012 | Grande Prêmio Cinema Brasil                                                   | Melhor Direção de Arte        | Alexandre Meyer             | Indicado  | [ 6 ] |
| 2012 | Grande Prêmio Cinema Brasil                                                   | Melhor Edição/Melhor Montagem | Felipe Lacerda              | Indicado  | [ 6 ] |
| 2012 | Grande Prêmio Cinema Brasil                                                   | Melhor Trilha Sonora Original | Chris Pittman, André Moraes | Indicado  | [ 6 ] |
| 2012 | Grande Prêmio Cinema Brasil                                                   | Melhor Filme                  | O Filme                     | Indicado  | [ 6 ] |
| 2012 | Grande Prêmio Cinema Brasil                                                   | Melhor Ator Coadjuvante       | Tonico Pereira              | Indicado  | [ 6 ] |
| 2012 | Prêmio Contigo! de Cinema Nacional                                            | Melhor Ator Coadjuvante       | Lima Duarte                 | Indicado  | [ 7 ] |
| 2012 | Prêmio Contigo! de Cinema Nacional                                            | Melhor Atriz Coadjuvante      | Hermila Guedes              | Indicado  | [ 7 ] |